# Roger Soloman
Roger Allan Francis Soloman (Georgetown, 16 de mayo de 1939-Charlottetown, 14 de abril de 2021)fue un político y educador canadiense a nivel provincial en la Isla del Príncipe Eduardo. Se desempeñó como miembro de la Asamblea Legislativa de la Isla del Príncipe Eduardo (MLA) de 1993 a 1996, en representación de los Primeros Reyes y miembro del Partido Liberal de la Isla del Príncipe Eduardo.

## Primeros años
Soloman nació en Georgetown, Isla del Príncipe Eduardo, el 16 de mayo de 1939. Fue uno de los siete hijos de Walter Soloman y Lucy (Scully). Soloman estudió por primera vez en la Universidad de Saint Dunstan, donde se graduó con una Licenciatura en Ciencias en 1963, antes de obtener una Licenciatura en Educación de la Universidad de la Isla del Príncipe Eduardo ocho años después. Posteriormente realizó estudios de posgrado en la Universidad de Nuevo Brunswick y la Universidad de San Francisco Javier, obteniendo una Maestría en Educación de esta última institución en 1977.
Soloman pasó a servir como teniente en la Marina Real Canadiense en el HMCS Buenaventura. Su tripulación formó parte de la fuerza de mantenimiento de la paz de las Naciones Unidas en Chipre desde 1963 hasta 1964. Después de su paso por la Marina, trabajó como educador durante más de 30 años en Souris Consolidated y Souris Regional School, primero como profesor de matemáticas y ciencias y luego como director.

## Carrera política
Soloman entró en la política en 1993 y se presentó a las elecciones provinciales de ese año. Fue elegido miembro de la Asamblea Legislativa, en representación de la equitación de los primeros reyes. Se desempeñó en varios comités legislativos, sobre todo como presidente del Comité Especial sobre Armonización Fiscal Propuesta durante su último año en la legislatura.
Soloman decidió no postularse en las elecciones de 1996. En cambio, actuó como presidente de campaña del primer ministro Keith Milligan. También sirvió en esa capacidad para Lawrence MacAulay, el miembro federal del Parlamento por Cardigan.

## Vida personal
Soloman se casó con Sheila Graham el 27 de diciembre de 1965.
De fe católica, después de retirarse de la política, Soloman se dedicó al negocio de la cabaña, para estar más cerca de su familia. Supervisó De Roma Cottages en el río Brudenell. Residió en Stratford con su esposa durante sus últimos años.
Soloman falleció el 14 de abril de 2021 en el Hospital Queen Elizabeth de Charlottetown. Tenía 81 años.